# Sebastian Karlsson Grach
Sebastian Hugo Karlsson Grach, född 6 maj 2001, är en svensk fotbollsspelare som spelar för nederländska Den Bosch.

## Karriär
Sebastian Karlsson Grachs moderklubb är Enskede IK. Efter spel i FC Djursholm följde han sin tidigare tränare Amir Azrafshan, då han i augusti 2020 lämnade deras U19-lag för allsvenska Östersunds FK. Hösten 2020 spenderades inledningsvis på lån i FC Djursholm, varpå Karlsson Grach anslöt till Östersunds FK i oktober samma år.
Den 25 april 2021 debuterade Karlsson Grach i Allsvenskan, via ett inhopp i 1-1-matchen mot regerande svenska mästarna Malmö FF. I januari 2023 förlängde han sitt kontrakt i Östersunds FK med två år.
I december 2024 värvades Karlsson Grach av nederländska Den Bosch, där han skrev på ett 2,5-årskontrakt.

## Statistik
| Klubb              | Säsong             | Liga                       | Liga    | Liga | Nationell cup | Nationell cup | Övrigt  | Övrigt | Totalt  | Totalt |
| Klubb              | Säsong             | Division                   | Matcher | Mål  | Matcher       | Mål           | Matcher | Mål    | Matcher | Mål    |
| ------------------ | ------------------ | -------------------------- | ------- | ---- | ------------- | ------------- | ------- | ------ | ------- | ------ |
| FC Djursholm       | 2018               | Division 4 Norra Stockholm | 2       | 0    | —             | —             | —       | —      | 2       | 0      |
| FC Djursholm       | 2019               | Division 5 Norra Stockholm | 3       | 1    | —             | —             | —       | —      | 3       | 1      |
| FC Djursholm       | 2020               | Division 4 Norra Stockholm | 0       | 0    | —             | —             | —       | —      | 0       | 0      |
| FC Djursholm       | Totalt             | Totalt                     | 5       | 1    | —             | —             | —       | —      | 5       | 1      |
| Östersunds FK      | 2021               | Allsvenskan                | 20      | 1    | 1             | 0             | —       | —      | 21      | 1      |
| Östersunds FK      | 2022               | Superettan                 | 24      | 1    | 1             | 1             | 2       | 0      | 27      | 2      |
| Östersunds FK      | 2023               | Superettan                 | 21      | 5    | 3             | 0             | —       | —      | 24      | 5      |
| Östersunds FK      | 2024               | Superettan                 | 26      | 6    | 4             | 0             | 2       | 0      | 32      | 6      |
| Östersunds FK      | Totalt             | Totalt                     | 91      | 13   | 9             | 1             | 4       | 0      | 104     | 14     |
| Totalt i karriären | Totalt i karriären | Totalt i karriären         | 96      | 14   | 9             | 1             | 4       | 0      | 109     | 15     |

1. ↑  Nedflyttningskvalmatcher mot Falkenbergs FF.[7][8]
2. ↑  Nedflyttningskvalmatcher mot Lunds BK.[9][10]